# Lamprotettix nitidulus
Lamprotettix nitidulus är en insektsart som först beskrevs av Fabricius 1787.  Lamprotettix nitidulus ingår i släktet Lamprotettix, och familjen dvärgstritar. Arten är reproducerande i Sverige.